# NGC 7596
NGC 7596 = IC 1477 ist eine linsenförmige Galaxie mit aktivem Galaxienkern vom Hubble-Typ S0 im Sternbild Wassermann auf der Ekliptik.  Sie ist schätzungsweise 326 Millionen Lichtjahre von der Milchstraße entfernt und hat einen Durchmesser von etwa 95.000 Lichtjahren.
Im selben Himmelsareal befindet sich u. a. die Galaxie NGC 7600.
Das Objekt wurde am 28. September 1886 vom US-amerikanischen Astronomen Francis Leavenworth (als NGC aufgeführt) und am 16. September 1892 vom französischen Astronomen Stéphane Javelle (als IC katalogisiert).